# Ustawa o Zapobieganiu i Przeciwdziałaniu Krzywdzeniu Dzieci
Ustawa o Zapobieganiu i Przeciwdziałaniu Krzywdzeniu Dzieci (ang. Child Abuse Neglect and Treatment Act) – kluczowa w zakresie reagowania na przemoc wobec dzieci w prawie amerykańskim ustawa pochodząca z 1974, a ostatnio nowelizowana w 2003. 
Ustawa gwarantuje poszczególnym stanom fundusze na zapobieganie krzywdzeniu i zaniedbywaniu dzieci, rozpoznawanie indywidualnych przypadków, interwencje, jak również zapewnia granty na realizację innowacyjnych programów, zarówno rządowych, jak i prowadzonych przez różnego rodzaju organizacje pozarządowe. W ramach ustawy powołane jest Biuro ds. Problemu Krzywdzenia i Zaniedbywania Dzieci (Office on Child Abuse and Neglect). Zadaniem tego biura jest wypracowywanie standardów identyfikacji i reakcji na problematykę krzywdzenia i zaniedbywania nieletnich. Konsekwencją wprowadzenia ustawy było też powstanie sieci rządowych agencji ochrony dziecka (child protection agencies) zajmujących się przyjmowaniem i opracowaniem zgłoszeń oraz interweniowaniem w takich przypadkach. Agencje te prowadzą rejestry ofiar i sprawców przemocy. 
Wprowadzenie ustawy spowodowało w społeczeństwie amerykańskim wzrost świadomości na temat krzywdzenia dzieci i lawinowy wzrost formalnych zgłoszeń tego rodzaju przypadków. Wzrost ten, w połączeniu ze wzmożoną refleksją nad ochroną dobra dziecka, zaowocował w 1980 przyjęciem Ustawy o Wspieraniu Adopcji i Ochronie Dobra Dziecka (The Adoption Assistance and Child Welfare Act).